# ゲリメル
ゲリメル（Gelimer、480年 - 553年）は6代目で最後のヴァンダル王国の王（在位：530年 - 534年）である。

## 生涯
ゲリメルは建国者ガイセリックの曾孫で、4代目の王トラスムンドの末弟ゲラリスの子である。ゲリメルは戦士の誉れは高かったが、権力欲と物欲の強い人物であったという。ムーア人に対する敗北に乗じ、530年にゲリメルはクーデターを起こしてヒルデリック王を廃し、自ら王位に上った。この政変に対して東ローマ皇帝ユスティニアヌス1世は親ローマ政策を取っていたヒルデリックの側に立ってゲリメルにヒルデリックの復位を要求した。しかし、ゲリメルはそれを拒否し、ヒルデリックとその甥エウアゲースを幽閉し、エウアゲースの兄ホアメルの目をえぐった。これに対し、ユスティニアヌスはヒルデリックの身柄引き渡しを要求したが、これも拒否された。ローマ帝国の復活を企んでいたユスティニアヌスはこれを口実としてヴァンダル戦争を開始し、ベリサリウス率いる遠征軍の派遣を決定した。
これを受けてトリポリがヴァンダル王国から東ローマに寝返り、サルディニアへと年貢取立てに送られたゴダスが離反した。この動きに対し、ゲリメルはトリポリは諦めたが兄のザノンをサルディニアへと5000人の軍と共に送った。
アフリカのスタグヌムに上陸したベリサリウスは首都カルタゴを目指して進撃した。この報を受けたゲリメルは弟アマタスにヒルデリックとその親族を殺させ、軍を動員して迎撃に向った。ゲリメルはデキムムという隘路でベリサリウスを迎え撃とうとし、533年9月13日に両軍は激突した（アド・デキムムの戦い）。ゲリメルはアマタス隊に陽動として海を右手に見ながら進む敵正面に攻撃をかけさせ、甥のギバムンド隊に敵の左翼に回り込ませ、そして自身の部隊が背後を突くという作戦を実行に移した。しかし、この緻密な作戦は各隊の連携が取れずに失敗し、ゲリメルはヌミディア方面に敗走した。その後、ベリサリウスはカルタゴに入城した。
ゲリメルはローマ軍の将兵に賞金首をかけて残存兵やムーア人にローマ軍に対するテロを行わせつつムーア人に協力を仰いで軍の再建を進めた。そしてゴダスを殺したザノンが戻ってくると彼と合流し、カルタゴへと進撃した。アリウス派教徒やローマ軍のフン族部隊を味方につけようとしたり、敵をカルタゴ市外へとおびき寄せようとして失敗したため、ゲリメルはカルタゴを去った。そこへベリサリウスが出撃し、533年12月にトリカマルムの戦いが起こった。ゲリメルは再び敗れ、ムーア人の住むパプア山地のメデウスに逃げ込んだ。
ベリサリウスはヘレル族部隊の隊長ファラスに同地の攻囲を命じ、ファラスは力攻めで失敗した後は兵糧攻めをした。ファラスの降伏すれば元老院議員として余生を送ってもよいという降伏勧告に対し、ゲリメルは長らく食べていないパンと涙を拭うための海綿、そして自らの悲運を歌う時に奏でる琴を求め、それらを受け取った。それから三ヵ月後、劣悪な生活環境に耐えかねたゲリメルはついにローマ軍に投降した。ベリサリウスとの会見に臨んだゲリメルはなぜか大笑いをした。周囲は彼が極度の悲嘆に分別を失ったと思ったが、「知的な観察者の目にはこの悲痛な状況での不釣合いな歓喜は空虚で移ろいやすい人間栄華の風景など何ら深刻な瞑想に値しないという教訓と感じられた」。
帝都コンスタンティノープルへと送られたゲリメルは凱旋式の見世物として曳かれてユスティニアヌスと后妃テオドラに臣従の礼を捧げた後、元老院議員として迎えられた。ゲリメルはガラティア地方に領地を貰ってそこで家族と共に余生を送り、553年に世を去った。

## 註
1. ↑  松谷, p. 143-146
2. ↑  ギボン, p. 137-138
3. ↑  松谷, p. 148-151
4. ↑  松谷, p. 156-161
5. ↑  松谷, p. 164-176
6. ↑  ギボン, p. 159-160
7. ↑  松谷, p. 176-183
8. ↑  ギボン, p. 163-166
9. ↑  ギボン, p. 166
10. ↑  松谷, p. 185-190
11. ↑  ギボン, p. 168-169